# Романовичи (Могилёвская область)

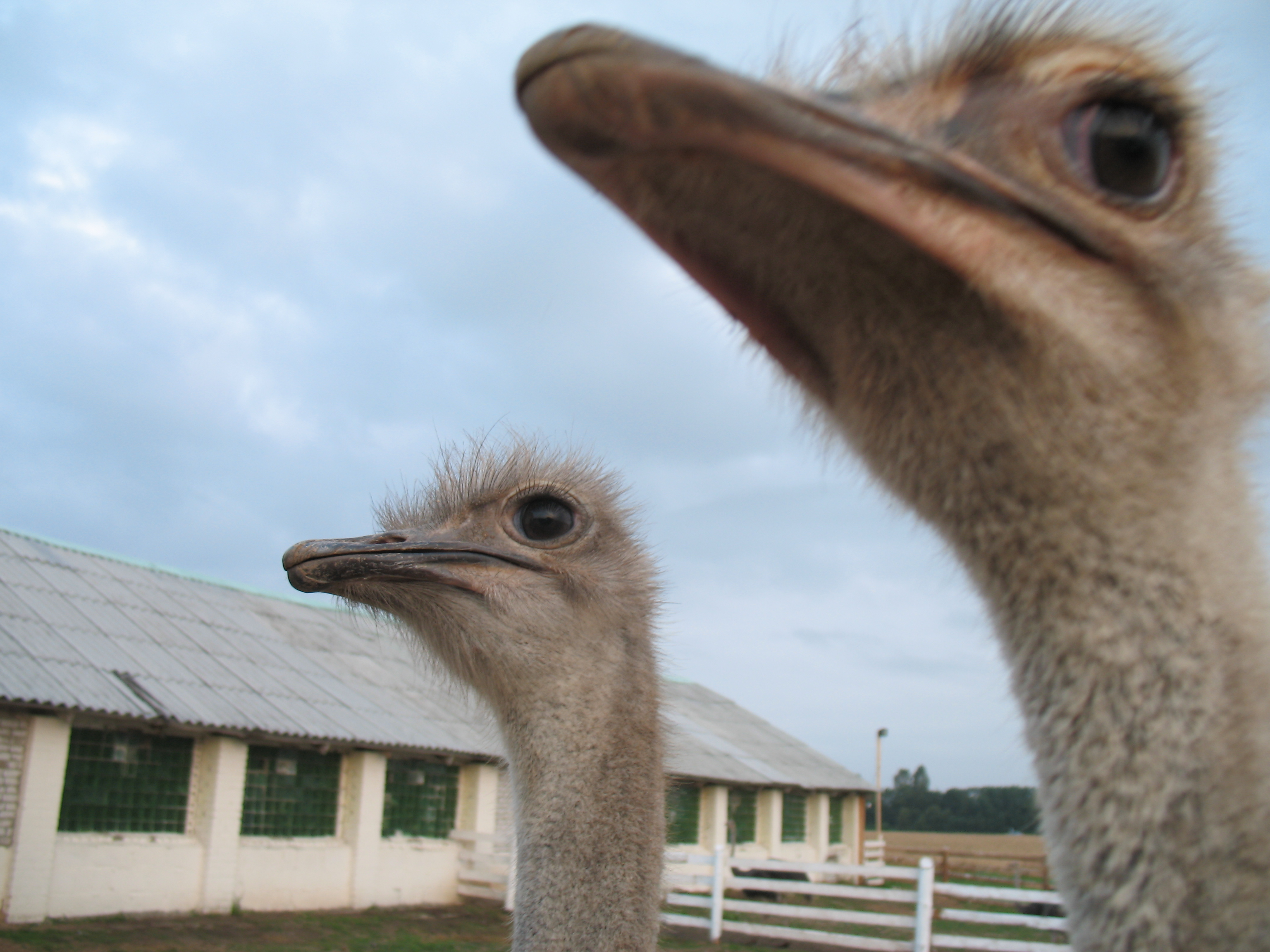
Страусы Пит и Пет на страусиной ферме в Романовичах

Рома́новичи (бел. Раманавічы) — агрогородок в составе Кадинского сельсовета Могилёвского района Могилёвской области Республики Беларусь.

## Географическое положение
Ближайшие населённые пункты: Кадино, Тараново, Брыли.

## История
В 1560 году это село в Могилевской волости, государственная собственность. В 1580 году отдано в пожизненное владение помещику. В актовой книге Могилевского маристрата за 1698 год отмечается, что эти земли принадлежали шляхтичу Василию Зенковичу. «Пан райца скарбовы ездил до Романович и Брилев для выведования пашен небошчика Зенковича…».
С 1772 года в составе Российской империи. Согласно переписи 1897 года в д. Романовичи имелись 46 дворов, 330 жителей школа, хлебозапасной магазин. В 1909 году уже 72 двора, 526 жителей. В 1923 году была открыта начальная школа. В 1926 году 87 дворов, 610 жителей. В 1930 организован колхоз, имелась кузница. Кузнец деревни Романовичи Юрченко Марк Аврамович был сыном пекаря, а сам выбрал труд кузнеца. Был единственным кузнецом в деревни. Находилась кузница около озера на высоком холме. Кузница простояла до 1987 года.
В период Великой Отечественной войны д. Романовичи с июля 1941 года по 27 июня 1944 года была оккупирована немецко-фашистскими захватчиками.
Современное обустройство деревни началось в период строительства птицефабрики в 1973 году. В этом же году фабрика получила название «Приднепровская». Приднепровская птицефабрика — одно специализированных предприятий, которое было создано в республике для производства яиц и мяса птицы на промышленной основе.25 марта 1975 года «Приднепровская птицефабрика» приступила к освоению нового оборудования, был заселен первый птичник. Первыми птицеводами-операторами были Антонина Захаровна Кононова и Лидия Александровна Исаенко.
Директор птицефабрики Николай Иванович Спиридонов добился строительства в деревне Романовичи средней школы. Это было не просто, так как в 1984 году в соседней деревне Кадино была открыта новая средняя школа.
6 октября 1989 года состоялось открытие Романовичской средней школы. Первым директором школы стал Савельев Олег Иванович.
В 1991 году началось профессиональное обучение для старшеклассников по получению специальности тракторист-машинист категории «А». В школе создан кабинет информатики, оснащенный ПК «Корвет».
В 1996 году начал свою работу поисковый отряд «Память» под руководством директора школы Олега Владимировича Пускова. Учащиеся начали сбор экспонатов для будущего музея.
С 2003 года директором РУСПП «Приднепровская птицефабрика» был назначен Олег Алексеевич Каштанов.
Кроме кур на птицефабрике в филиале предприятия «Страусиное ранчо» выращиваются африканские страусы.
Деревня преобразована в агрогородок в 2007 году.

## Население
- 1999 год — 1182 человек
- 2009 год — 1306 человек